# Buslijn 47 (Amsterdam)
Buslijn 47 is een stadsbuslijn die in het stadsdeel Amsterdam-Zuidoost het station Holendrecht verbindt met station Bijlmer. De lijn wordt geëxploiteerd door het GVB vanuit Garage Zuid. Dit is de derde buslijn met dit lijnnummer. Er hebben tussen 1965 en nu in totaal 3 buslijnen met dit lijnnummer bestaan. 

## Geschiedenis

### Lijn 47 I

#### Lijn 20
Op 22 september 1958 werd een spitslijn 20 ingesteld van Geuzenveld naar het Centraalstation. De lijn was ingesteld om de bewoners van de nieuwe wijk een rechtstreekse verbinding te bieden met het centrum. In de ochtendspits werd eerst vanaf De Savornin Lohmanstraat een rondje door Geuzenveld gereden waarna via de kortste route (Burgemeester Roëllstraat en Jan Evertsenstraat) naar het centrum werd gereden met alleen een uitstaphalte bij de Bilderdijkstraat en Gravenstraat en in de middagspits vanaf het Centraalstation. Buiten de spitsuren bleef overstappen van buslijn 21 op tramlijn 13 noodzakelijk tot lijn 21 in maart 1959 ook naar het Centraalstation werd verlegd. Vanaf  3 februari 1962 werd niet meer op zaterdag gereden.

#### Lijn 47

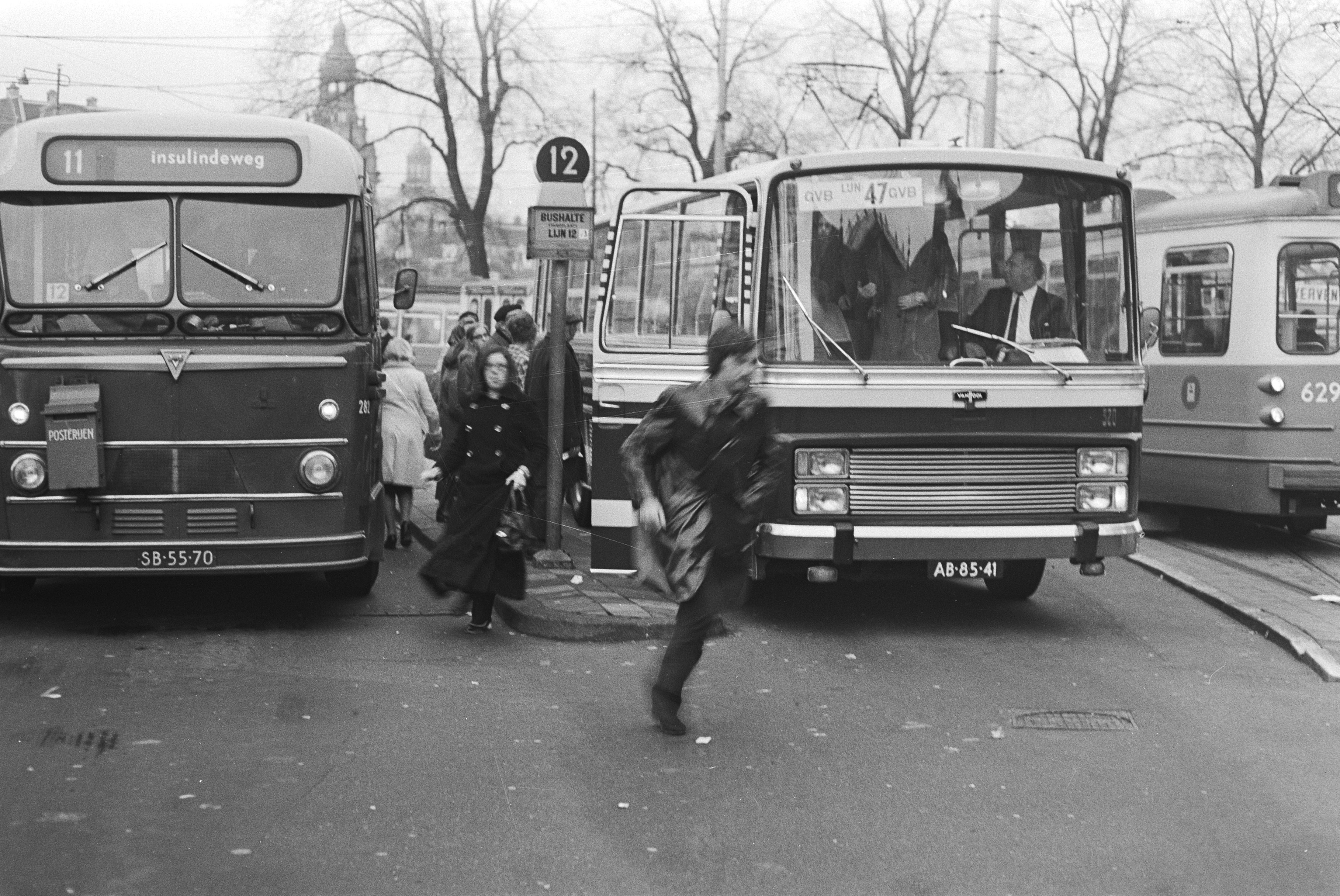
Gehuurde touringcar op lijn 47 op het Stationsplein op de halte van lijn 12 voor het laten uitstappen van de passagiers in de ochtendspits van 23 november 1970. Links bus 282 van lijn 11 en rechts tram 629 van lijn 9

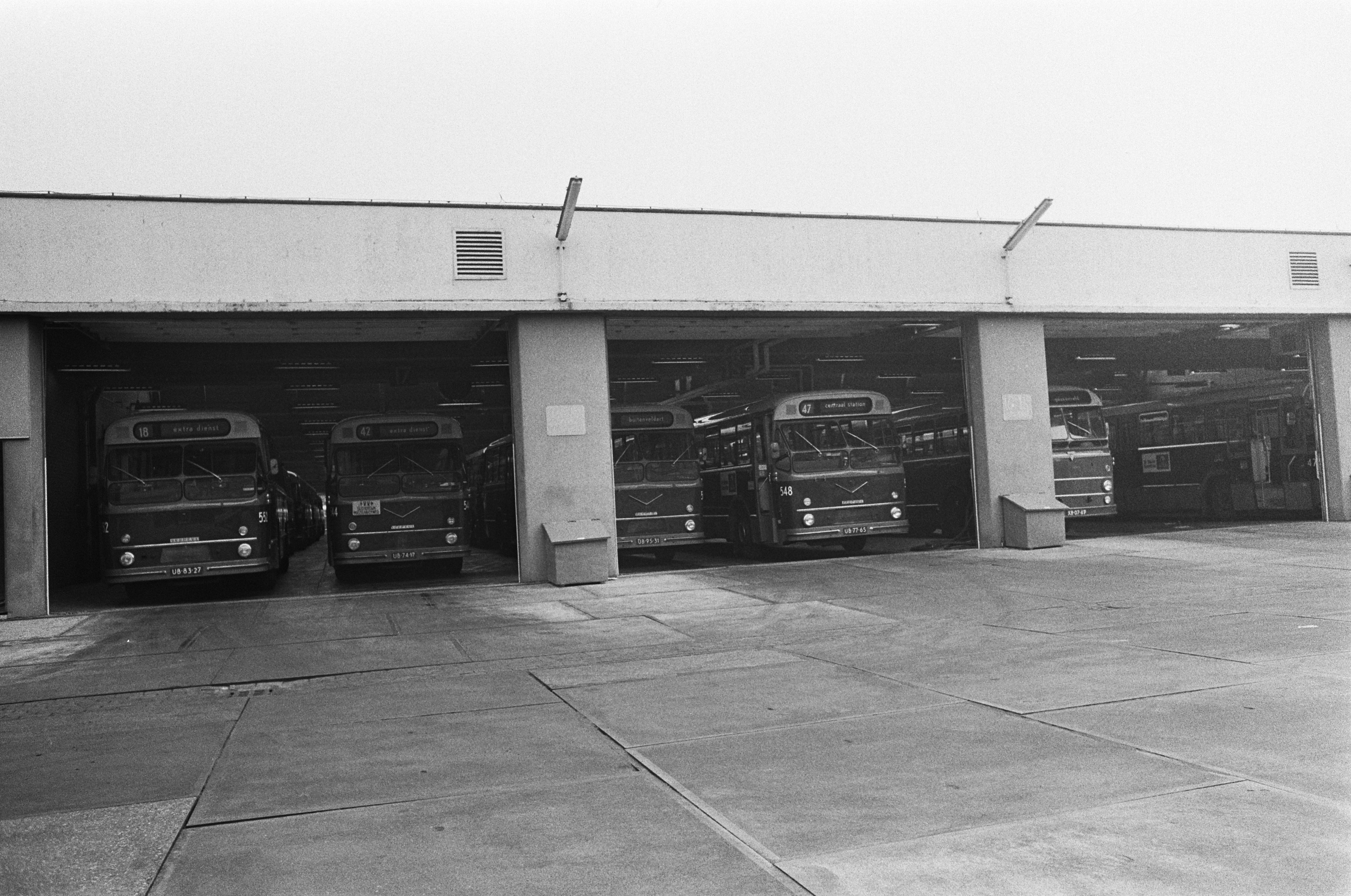
Bus 548 van lijn 47 in garage tijdens staking in 1974

Op 18 oktober 1965 werd lijn 20 vernummerd in lijn 47 en reed van de Aalbersestraat in Geuzenveld naar het Centraalstation via de Savornin Lohmanstraat en verder net als lijn 20 via de Burgemeester Röellstraat, Jan Evertsenstraat, De Clercqstraat en de Rozengracht. De lijn reed reed alleen in de spitsrichting, in de ochtendspits vanaf Geuzenveld en in de middagspits vanaf het Centraalstation. De lijn kende in de ochtendspits een uitstapverbod tot de eerste uitstaphalte op het Mercatorplein. Daarna gold een instapverbod. In de middag gold het omgekeerde. De lijn bood in de spits versterking aan de reguliere lijnen 13, 19 en 21 en was de drukste lijn van alle spitsuur sneldiensten naar de Westelijke Tuinsteden. De lijn reed elke 4 minuten en daarnaast deden ook de 2 gelede busen dienst. In de tegenspitsrichting werd via de kortste route non stop teruggereden.
Op 27 mei 1974 kreeg de lijn door de opheffing van spitslijn 45 een gewijzigde route waarbij nu via de Jan van Galenstraat werd gereden. Na de verlenging van tramlijn 13 naar Geuzenveld werd de lijn op 14 oktober 1974 wederom gewijzigd. Nu werd gereden van de Sam van Houtenstraat en de Ruys de Beerenbrouckstraat, Slotermeerlaan en Jan van Galenstraat naar het Centraal Station. De laatste instaphalte was in de ochtendspits de Burgemeester Cramergracht en de eerste uitstaphalte het Hugo de Grootplein. In de middagspits was dit omgekeerd totdat in 1983 het hele in en uitstapverbod werd opgeheven. Vanaf september 1984 werden in de tegenspitsrichting de ritten gereden als lijn 22A naar Abberdaan waardoor dure leegritten werden voorkomen nadat er een korte verbinding gereed gekomen was door het nieuwe viaduct over de Haarlemmerweg en over de Abraham Kuyperlaan tussen Abberdaan en Geuzenveld. Op 18 september 1989 bij het in gebruik nemen van het nieuwe traject over de 3 Jannen van tramlijn 13 werd lijn 47 overbodig en opgeheven.

### Lijn 47 II
Op dezelfde dag werd een nieuwe lijn 47 ingesteld in Westpoort die echter alleen tussen de spitsuren reed via delen van de routes van de spitslijnen 40 en 41. In de avonduren en het weekeinde reed er een Telefoonbus. 
In mei 1992 kwam er een nieuw lijnenet in Westpoort waarbij lijn 47 nu de verafgelegen gedeelte van Westpoort ging verbinden met station Sloterdijk. In de loop der jaren zijn er verschillende routewijzigingen geweest. Deze lijn werd in december 2003 gesplitst in lijn 233 en 237 welke lijnen met de jaardienstregeling 2012 geheel werden opgeheven en, min of meer, werden vervangen door de particuliere Westpoortbus.

### Huidige lijn 47

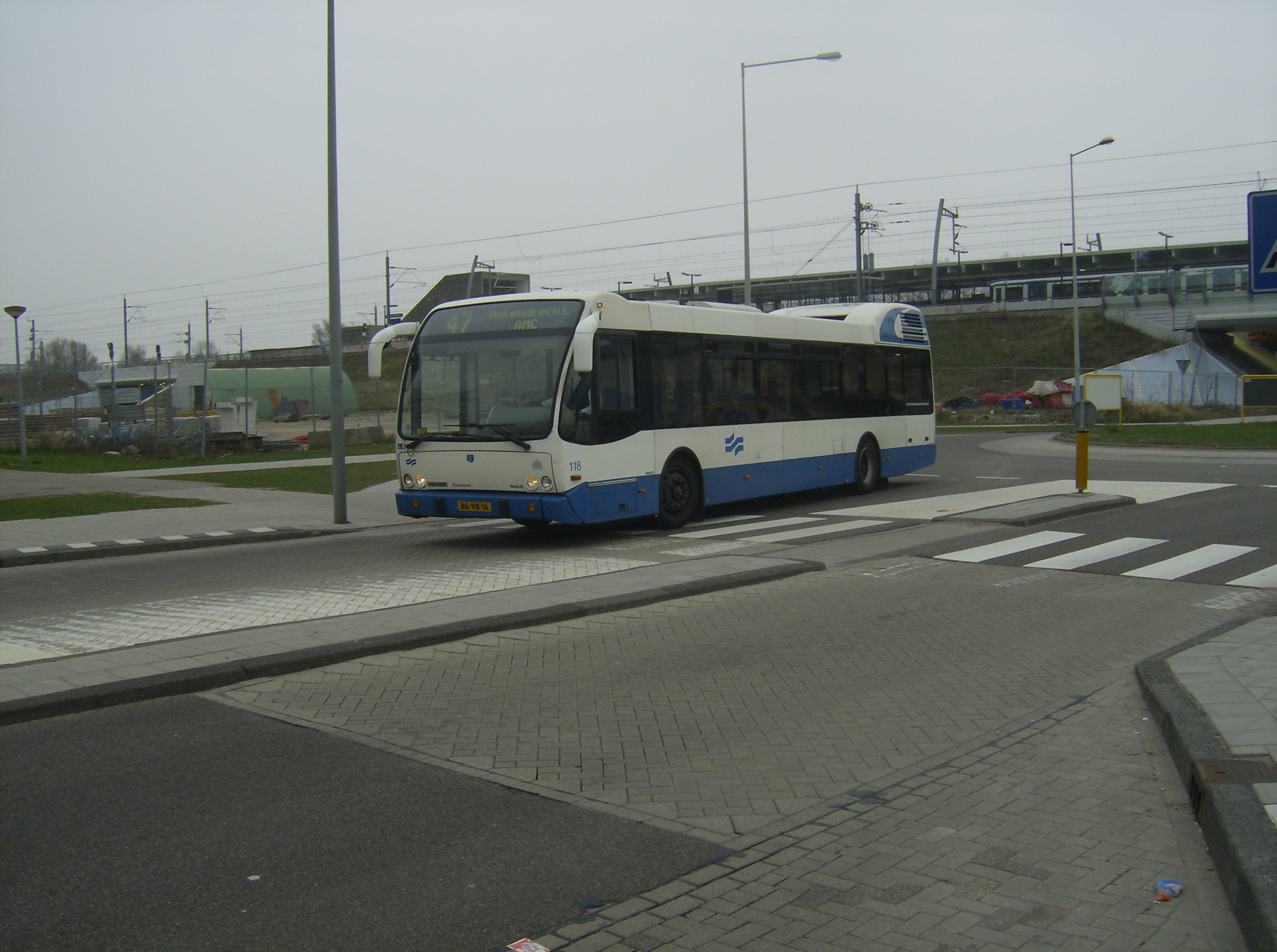
Amsterdam Holendrecht met de in 2011 na een ongeval verongelukte bus 118 op lijn 47

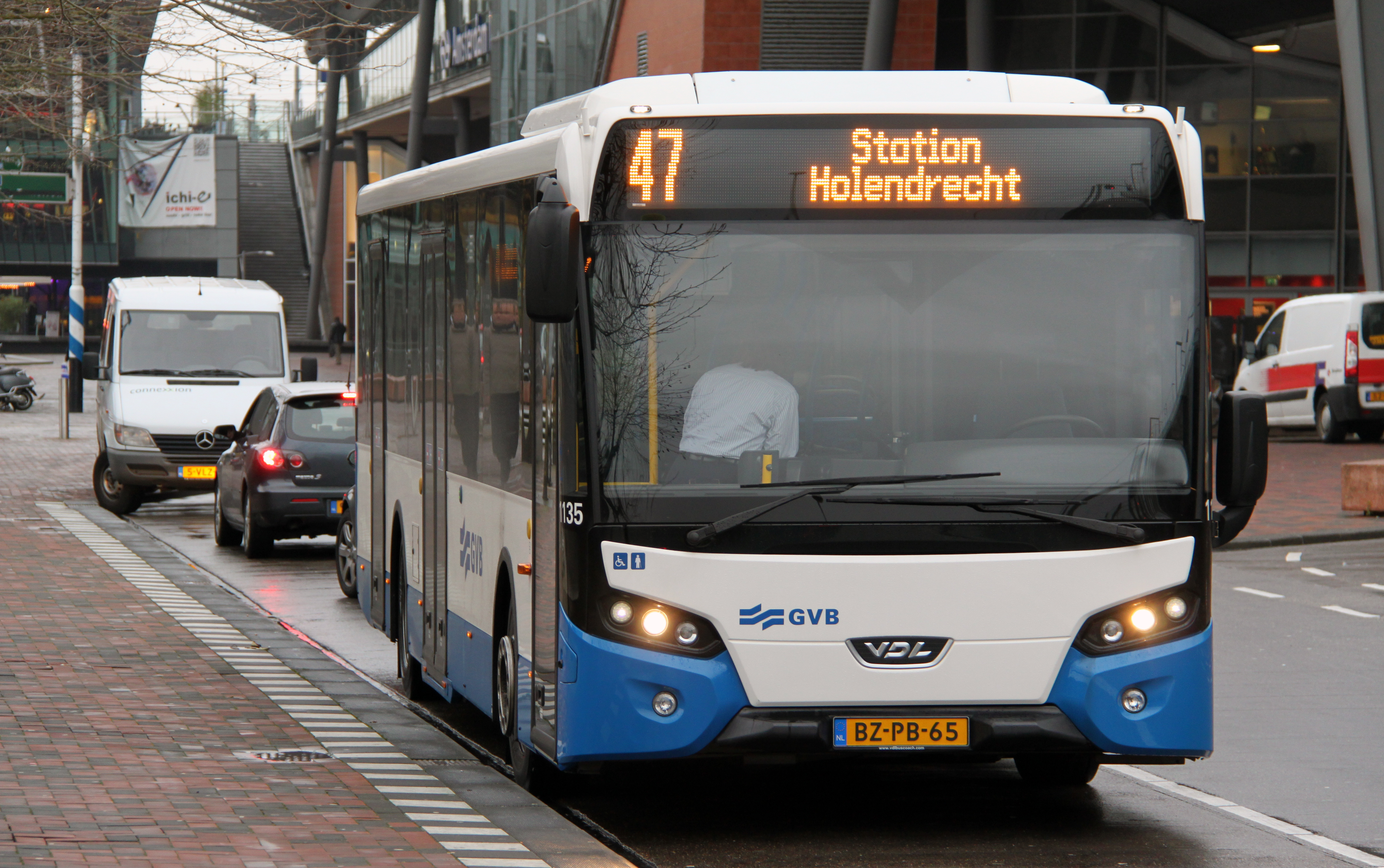
VDL Citea 1135 op Station Bijlmer in 2011

De huidige lijn 47 werd ingesteld op 28 mei 2006 en was de zuidelijke tak van de per dezelfde datum opgeheven lijn 59 waarvan de noordelijke tak lijn 41 werd. De lijn begon tot de zomer van 2011 op het terrein van het AMC en sindsdien vanaf het nieuwe busstation Holendrecht en rijdt dan via de wijken Holendrecht, Reigerbos, Gein en Nellestein naar het metrostation Gaasperplas. Vandaar rijdt de lijn verder via de Bijlmermeer over de Karspeldreef, Groesbeekdreef en Bijlmerdreef langs het winkelcentrum Amsterdamse Poort naar het station Bijlmer ArenA. Op het drukste traject over de Bijlmerdreef wordt samen met de lijnen 41 en 66 door de week in de spits 14 keer per uur in beide richtingen gereden.

## Trivia
Op zondagochtend werd van 2006 tot 2012 de dubbele frequentie gereden van zondagmiddag. Dit was ten gerieve van de vele kerkbezoekers op de verschillende locaties in Zuidoost. In de loop der jaren namen de bezoekersaantallen af en besloot het GVB deze service te beëindigen.               
Huidig: 15 · 18 · 21 · 22 · 34 · 35 · 36 · 37 · 38 · 40 · 41 · 43 · 44 · 47 · 48 · 49 · 61 · 62 · 63 · 65 · 66 · 68 · 231 · 233 · 245 · 246 · 247 · 267 · 360 · 369 · 461 · 463 · 464
Voormalig: A · B · C · D · E · F · G · H · K · L · M · P · R · S · 5 · 6 · 8 · 11 · 12 · 13S · 14 · 17 · 19 · 20 · 23 · 26 · 28 · 29 · 30 · 31 · 32 · 33 · 39 · 42 · 44P · 45 · 46 · 50/51 · 53 · 54 · 55 · 56 · 57 · 58 · 59 · 60 · 60S · 64 · 67 · 69 · 70 · 95/195 · 148 · 149 · 165/166 · 192 · 199 · 222 · 230 · 232 ·  240 · 248 · 249 · 265 · 269 · 315 · 326 · 465 · 580 · 581 · 582 · 583

Zie ook: Amsterdams busnet · Geschiedenis busnet · Amsterdams nachtbusnet · Portaal openbaar vervoer